# 6434 Jewitt
6434 Jewitt eller 1981 OH är en asteroid i huvudbältet som upptäcktes den 26 juli 1981 av den amerikanske astronomen Edward L.G. Bowell vid Anderson Mesa Station. Den är uppkallad efter den brittiske astronomen David C. Jewitt.
Asteroiden har en diameter på ungefär 4 kilometer.